# Долина Привидений (Крым)
Доли́на Привиде́ний — местность в Крыму, скопление скал причудливой формы на западном склоне южной гряды массива Демерджи (недалеко от Алушты).
В 1981 году здесь создан геологический памятник природы общегосударственного значения Урочище Демерджи с общей площадью 20 га. Его охрана поручена Алуштинскому лесхоззагу.
Демерджи — лучшее место в Крыму для наблюдения брокенского призрака.

## Описание

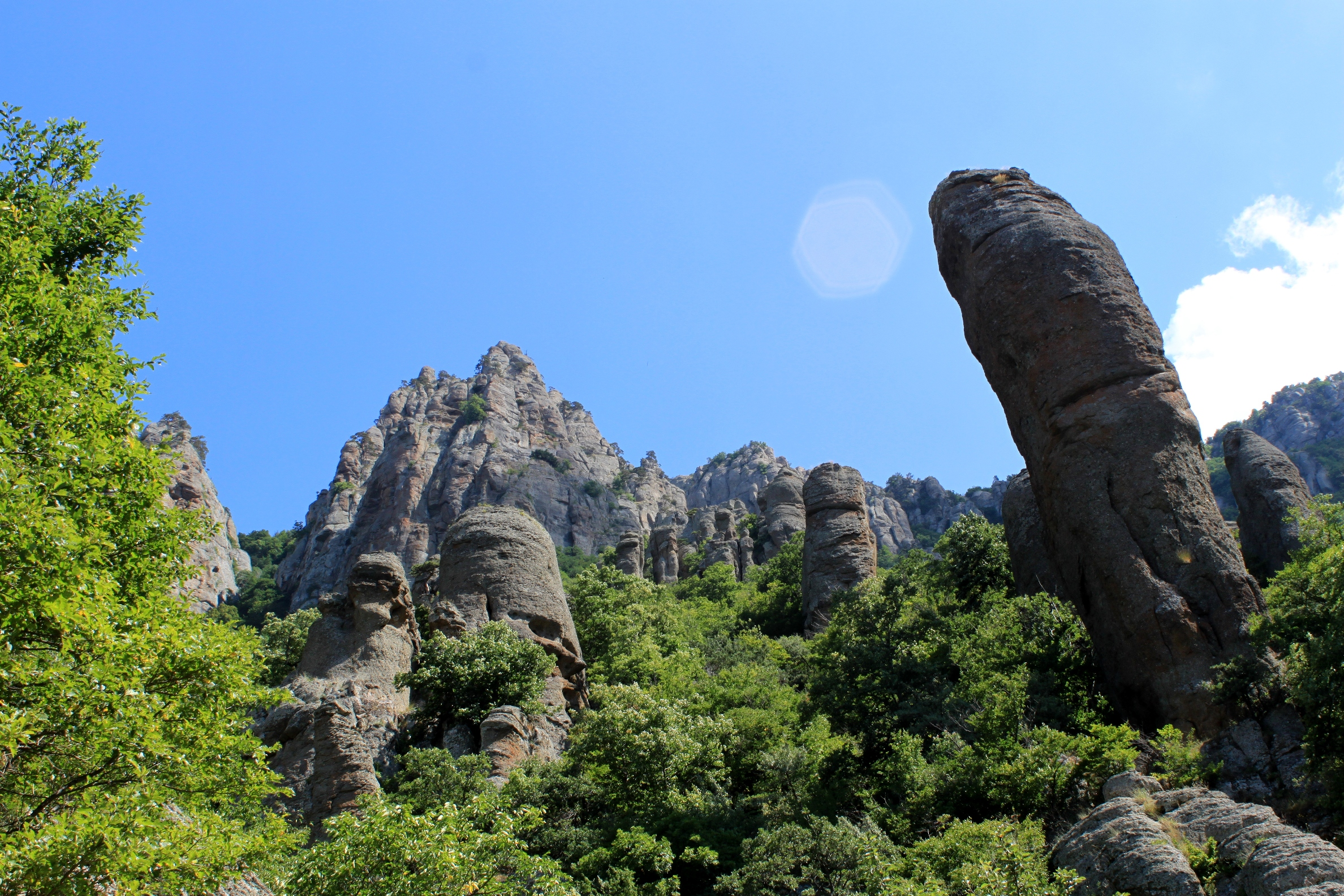
«Чёртовы пальцы»

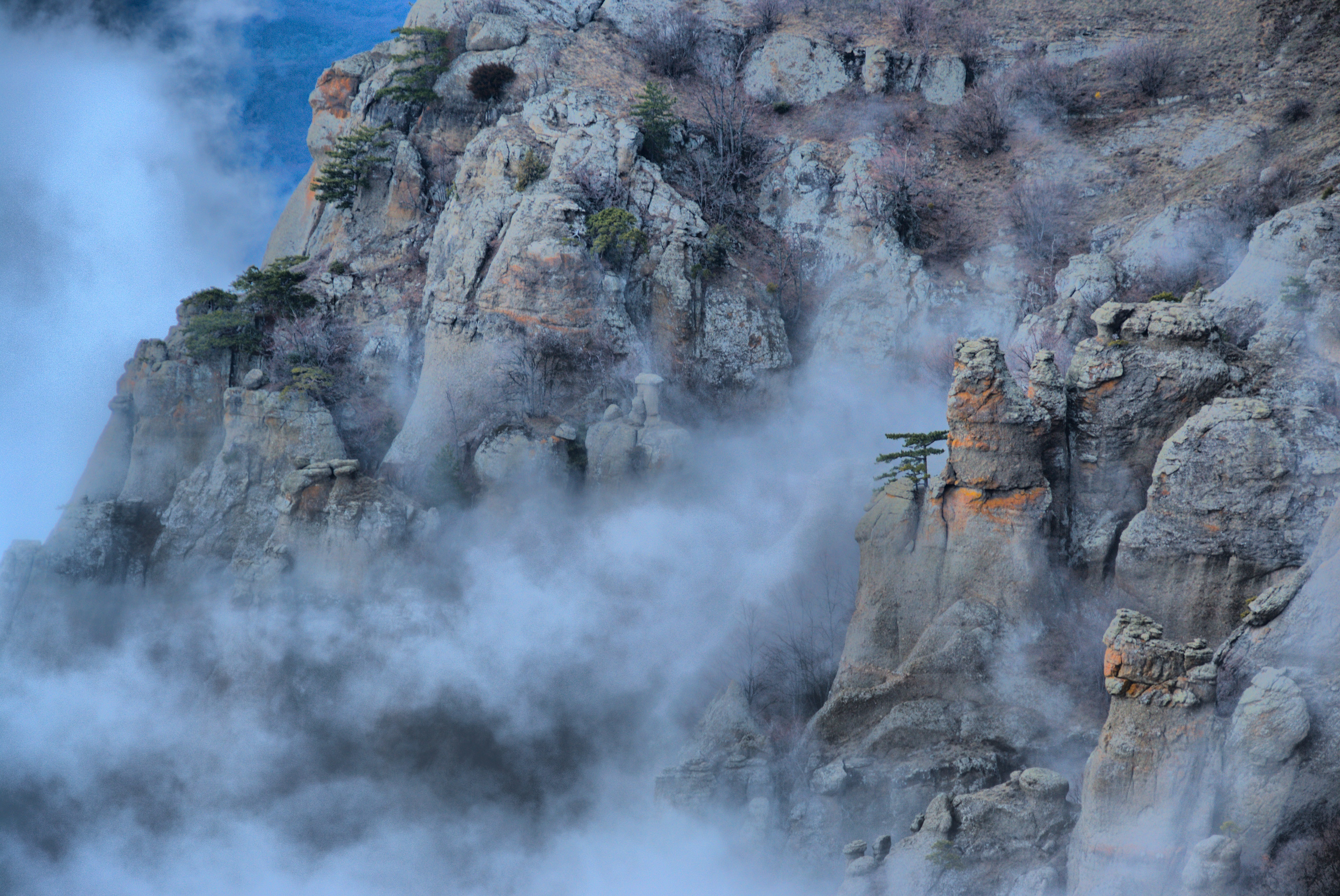
Урочище во время тумана

В северной части Алуштинской долины расположена одна из красивейших гор Южного берега — гора Демерджи («Кузнец-гора»). В давние времена гора называлась Фуна, что значит «дымящаяся». Такое же название имела крепость, расположившаяся у западного склона горы. Мимо средневековой крепости проходит тропа экскурсионного маршрута в Долину Привидений, поражающую своим необычным ландшафтом.

### Скальный бастион Маринича
Расположен на склоне Долины Привидений горы Демерджи в Алуштинском горном амфитеатре (700 м). Сложен толщей верхнеюрских конгломератов, активно выветривающихся и образующих в этом урочище оригинальные каменные «крепостные бастионы». Их стены изобилуют вертикальными столбами (до 15—25 м высотой). Название было присвоено членами Крымского отдела Украинского географического общества в 1975 году в честь члена-корреспондента Академии наук Украины, профессора-географа КГУ Александра Мефодьевича Маринича (р. 1920), президента Украинского географического общества, исследователя природы Крыма. Располагается на территории геологического памятника природы.
Формы скал обусловлены выветриванием верхнеюрских конгломератов южной Демерджи. Своими формами каменные фигуры напоминают фигуры людей, животных, загадочных существ, предметов и, в зависимости от времени суток и освещения, их образы меняются, давая наблюдателям почву для фантазии. С трассы Симферополь — Алушта отчётливо просматривается каменная фигура, напоминающая женский бюст. Туристы назвали эту фигуру «Профиль Екатерины II».
Один из столбов — «Великан» — представляет собой каменную громаду диаметром в 5 м, вздымающуюся ввысь на 25 м. По сторонам его громоздятся столбы и колонны меньших размеров, высотой до 10-20 м.
Представлены различные формы рельефов выветривания (ниши выдувания, карнизы, грибообразные и бастионные формы). Подобных каменных «привидений» в долине больше сотни.
Все причудливые формы Долины Привидений — результат воздействия на конгломераты природных стихий: осадков, солнца, ветра, а иногда — и землетрясений. Общий же объём глыбового хаоса превышает 4 миллиона м³. Большой научный интерес представляют собой галька и валуны здешних конгломератов. Это древнейшие породы, возраст которых определяется в 800 миллионов — 1,1 миллиарда лет. Интересна и растительность: флора Демерджи насчитывает 420 видов, в числе которых такие редкие, как тис ягодный, лядвенец крымский, эспарцет яйлинский, пираканта и др.
Долина привидений является популярным туристическим объектом.

## Легенды
С Долиной Привидений связан ряд легенд. Согласно одной из них, давным-давно завоевавшие Крым кочевники устроили на вершине горы Демерджи огромную кузницу. Там ковалось оружие для захвата новых земель и трудилось множество рабов. Жар от этой кузницы якобы был настолько сильным, что от него засыхали сады, ручьи и источники. Молодая девушка поднялась к кузнице и стала просить злого кузнеца-надсмотрщика уйти с горы. Кузнец убил девушку. После этого гора задрожала и все злодеи-завоеватели превратились в камни. Окаменела и девушка. Скалу с её профилем и сейчас можно увидеть в Долине Привидений.

## Кинематограф
Песню о медведях героиня фильма «Кавказская пленница, или Новые приключения Шурика» (1967) Нина исполняла на камне в долине. Здесь же герой Никулина Балбес свалился с орехового дерева. Ветка сломалась не в надпиленном месте, и актёр сломал руку.
В долине снимался ряд сцен многосерийного фильма «Сердца трёх» (1992) по одноимённому произведению Джека Лондона. 